# ВК Сегед
ВК Сегед (мађ. Szegedi Vízilabda Egyesület) је мађарски ватерполо клуб из Сегедина. Тренутно се такмичи у Првој лиги Мађарске.
Данашњи Сегед је основан 1993. године, а пре њега је постојао Szeged SC. Боје клуба су плава и жута. Сегед је два пута освојио Куп Мађарске, а најбољи пласман у Првој лиги је треће место. Клуб има и један европски трофеј, ЛЕН Трофеј из 2009, који је освојио победивши у финалном двомечу грчки Паниониос. Након два меча и продужетака у другом било 18:18 и победник је одлучен тек извођењем петераца (5:3). У екипи Сегеда који је 2009. освојио Трофеј ЛЕН играла су тројица српских ватерполиста Милош Королија, Михајло Королија и Војислав Чупић. Као победник ЛЕН Трофеја исте године је играо у Суперкуп Европе, али је бољи био которски Приморац. Године 1996, у свом првом финалу ЛЕН Трофеја, поражен је од италијанске Пескаре.

## Успеси

### Национални
- Прва лига Мађарске:

Треће место (3): 2005, 2010, 2011.
- Куп Мађарске:

Освајач (2): 2011, 2012.

### Међународни
- ЛЕН Трофеј:

Освајач (1): 2009.
Финалиста (1): 1996.
- Суперкуп Европе:

Финалиста (1): 2009.